# Intent de cop d'estat a Armènia de 2021
L'intent de cop d'estat a Armènia de 2021 es refereix a la qualificació del primer ministre d'Armènia Nikol Paixinian com a intent de cop d'estat a la declaració signada pels generals de l'exèrcit armeni que demanava dimissió del primer ministre del país.

## Context
Des de la derrota del país en la guerra de l'Alt Karabakh de 2020, es van anant produint a Armènia les protestes antigovernamentals que exigeixen la dimissió del primer ministre Nikol Paixinian.

## Fets
El 25 de febrer de 2021, el cap de l'Estat Major Onik Gasparian va signar juntament amb 40 oficials d'alt rang una declaració militar en que demanava la dimissió del gabinet i del primer ministre Nikol Paixinian. Consideren que el govern i Paixinian «ja no són capaços de prendre decisions adequades en aquest fatídic moment de crisi per al poble armeni» i van afegir que la seva demanda va ser provocada per la destitució per part de Paixinian del primer cap adjunt de l'exèrcit un dia abans. Paixinian va rebutjar les peticions i va declarar que ell i la seva família no abandonaran Armènia. A més, va qualificar la declaració militar com un intent de cop d'estat i va fer una crida als seus simpatitzants a manifestar-se en contra de la declaració en la Plaça de la República de la capital, Erevan. El Servei de Seguretat Nacional armeni va fer una declaració en la qual demanava a la població que s'abstingués de realitzar actes «que poguessin amenaçar la seguretat nacional».

## Reaccions internacionals
- Unió Europea - El portaveu d'Afers exteriors i Política de Seguretat assegura que la UE segueix molt de prop els esdeveniments a Armènia i va demanar a tots els actors que mantinguessin la calma i evitessin tota retòrica o acció que pogués conduir a una nova escalada.[7]
- Artsakh - El president de la república no reconeguda internacionalment, Arayik Harutyunyan, va expressar la seva extrema preocupació pels «recents esdeveniments polítics interns de la República d'Armènia» i va advertir que la derrota de la part armènia en la recent guerra podria ser «encara més profunda i fatal» si totes les parts no mostren contenció.[8] Va oferir els seus serveis com a mediador.[8]
- Azerbaidjan - El president de l'Azerbaidjan, Ilham Alíev, va declarar: «Armènia mai ha estat en una situació tan dolenta i miserable. Els responsables d'aquesta situació són els administradors d'Armènia».[9]
- Estats Units - El portaveu del Departament d'Estat Ned Price va instar a totes les parts a «a actuar amb moderació i evitar qualsevol tipus d'acció violenta o d'escalada», va mostrar el seu suport ferm al desenvolupament dels processos i institucions democràtiques del país i va recordar que les forces armades no poden intervenir en la política nacional.[10]
- Grècia - El ministeri d'Afers exteriors ha emès una declaració en que expressa «l'esperança que s'evitin els moviments que condueixin a una nova escalada» i va recordar que les forces armades tenen l'obligació constitucional de mantenir la seva neutralitat política i d'estar sempre sota el control de la direcció política.[11]
- Iran - El portaveu del ministeri d'Afers exteriors Saeed Khatibzadeh va instar a totes les parts «a actuar amb moderació i evitar qualsevol acció violenta».[12]
- Romania - El ministeri d'Afers exteriors va donar suport a la declaració de la UE i va recordar que «tots els actors polítics han d'evitar l'escalada de tensions i resoldre les diferències polítiques dins del marc constitucional».[13]
- Rússia - El portaveu del Kremlin, Dmitry Peskov, va declarar que Moscou seguia amb preocupació la crisi a Armènia i va demanar a les parts que es calmessin i moderessin. Afegint que l'exigència dels militars de la dimissió del primer ministre és un assumpte intern d'Armènia.[14]
- Suècia - La ministra d'Afers exteriors, Ann Linde, va mostrar preocupació pels últims esdeveniments i va instar a totes les parts «que actuïn pacíficament respectant els compromisos de l'OSCE sobre els processos democràtics» i l'Estat de Dret. També va afegir que «la situació ha de resoldre's sense violència».[15]
- Turquia - El ministre d'Afers exteriors, Mevlut Cavusoglu, va condemnar enèrgicament l'intent de cop d'Estat i va dir que era inacceptable que els militars haguessin demanat la dimissió d'un líder triat democràticament.[16]